# Grattage

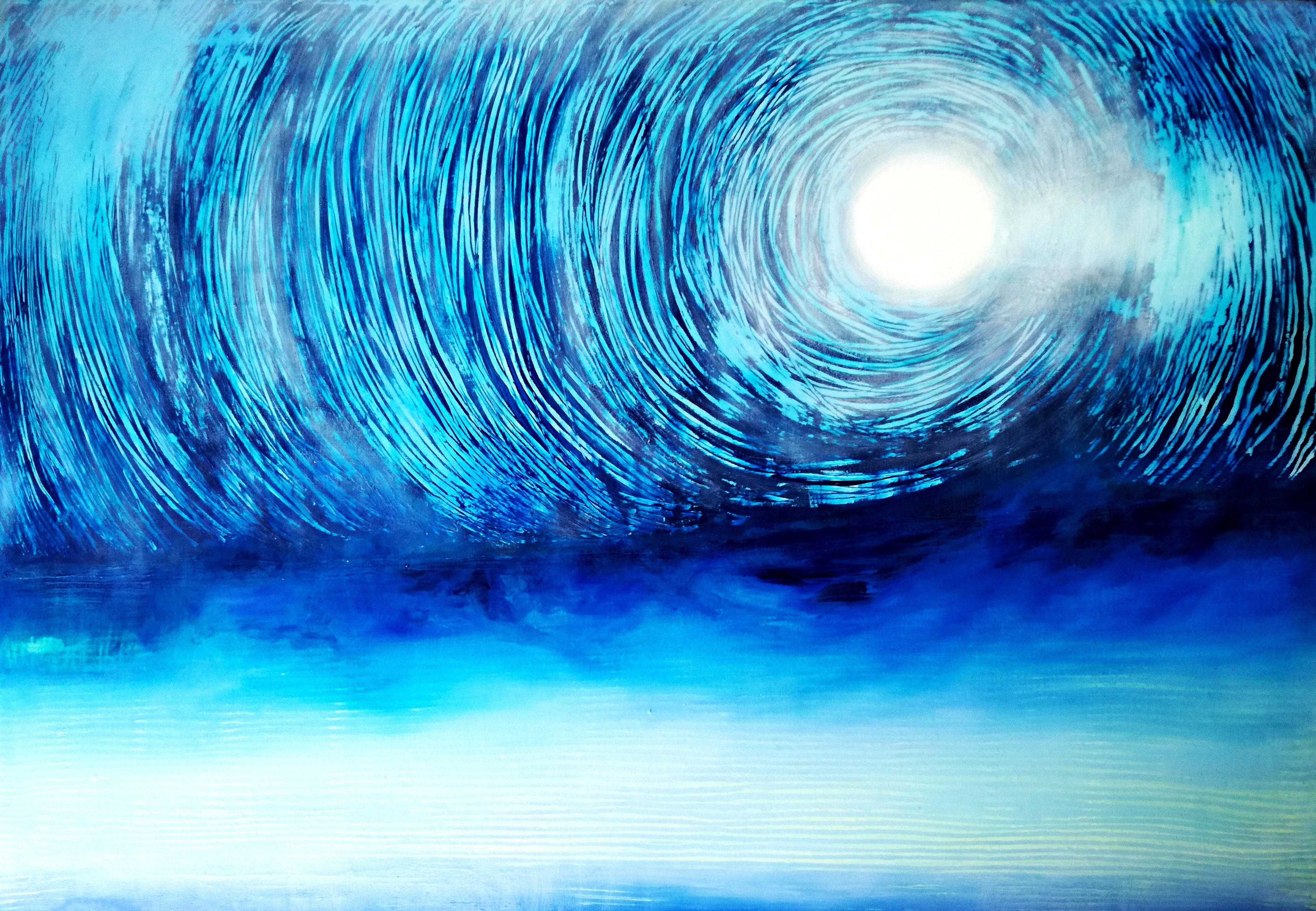
Apotheosis, Grattage von Giovanni Guida (2014)

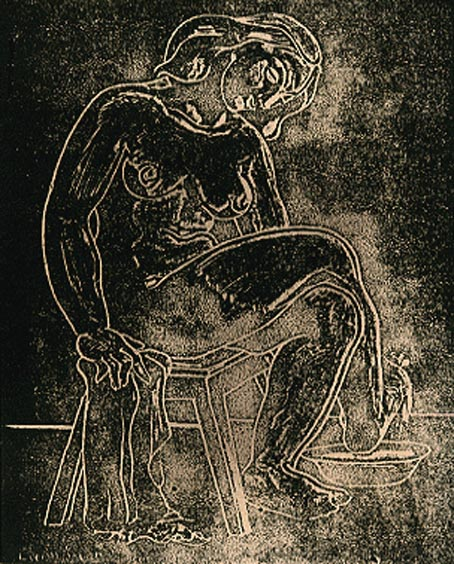
Grattage von Enrico Campagnola (1911–1984)

Unter Grattage (frz. gratter abkratzen) versteht man das künstlerische Verfahren, bei dem mit einer Klinge übereinander aufgetragene Malschichten weggekratzt bzw. abgeschabt werden und auf diese Weise neue Farbformen entstehen.
Die Grattage ist eine Übertragung der Frottage auf die Ölmalerei. Unter den Malgrund können Gegenstände gelegt werden, deren Relief sich auf den Malgrund überträgt und so den Farbabtrag beeinflusst. Entwickelt wurden beide Techniken 1925 von Max Ernst.
Insgesamt stellen Frottage und Grattage Techniken dar, die dem Bestreben des Künstlers entgegenkommen, mit fremden Materialien zu arbeiten und dabei eigene, direkte Malerei zu vermeiden.

## Künstler
Max Ernst hat die Frottage-Technik wiederentdeckt (basierend auf dem Prinzip des Reibens); 1927 übertrug er diese meist auf Papier angewandte Zeichentechnik auf die Ölmalerei und schuf damit das Grattage-Verfahren. Grattage machte es möglich für Max Ernst die schöpferischen Kräfte voller Suggestion und Evokation freizusetzen, weniger theoretisch und eher unbewusst und spontan zu arbeiten. Diese Technik wurde von dem Künstler Hans Hartung verfeinert; Durch diesen Prozess erreicht er die Sublimierung seiner typischen Bildbewegungen und schafft ein neues Zeichenalphabet, das auf spitzen Werkzeugen, entsprechend modifizierten Pinseln und Rollen beruht. In figurativen monochromen Neo-Grattagen entwickelt MatWay die Technik in sogenannten Engraved Paintings (eng. Gravurmalerei) weiter.